# Pressig
Pressig là một đô thị thuộc huyện Kronach, trong bang Bayern của nước Đức.